# 橙花海岸

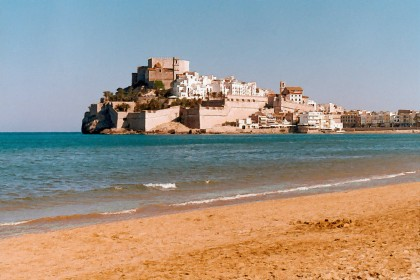
佩尼伊斯科拉

橙花海岸，又名橙树海岸是指西班牙巴倫西亞自治區卡斯特利翁省的海岸，始於比纳罗斯，終於阿尔梅纳拉。
沿岸城镇有佩尼伊斯科拉、贝尼卡西姆及卡斯特利翁-德拉普拉納等。
39°39′22″N 0°12′58″W / 39.656°N 0.216°W